# 高橋康史
高橋 康史（たかはし やすふみ）は、日本の研究者。金沢大学ナノ生命科学研究所教授。学位は東北大学博士（学術）。

## 受賞歴
- 2004年「応用物理学会講演奨励賞」受賞。
- 2009年「東北大学総長賞」受賞。
- 2013年「NF Foundation R&D Encouragement Award」受賞。
- 2013年「第19回青葉工学研究奨励賞」受賞。
- 2014年「第37回内藤コンファレンスポスター賞」受賞。
- 2015年「日本化学会講演奨励賞」受賞。
- 2015年「JSPS167委員会ナノプローブ奨励賞」受賞。
- 2015年「日本分析化学会奨励賞」受賞。
- 2016年「電気化学会進歩賞・佐野賞」受賞。
- 2016年「文部科学大臣賞文部科学大臣表彰若手科学者賞」受賞[1]。